# De Dion-Bouton Type CL
Der De Dion-Bouton Type CL ist ein Pkw-Modell aus den 1910er Jahren. Hersteller war De Dion-Bouton aus Frankreich.

## Beschreibung
Eine Quelle gibt die Bauzeit mit 1910 bis 1911 an. 1910 als Einführungsjahr ist stimmig. Der Hersteller vergab die Typenbezeichnungen chronologisch alphabetisch. Der Type CJ erhielt seine Zulassung am 29. Juli 1910 und der Type CP am 15. September 1910.
Der Vierzylindermotor hat 66 mm Bohrung, 110 mm Hub und 1505 cm³ Hubraum. Er war damals in Frankreich mit 10 Cheval fiscal (Steuer-PS) eingestuft. Er ist vorne im Fahrgestell montiert und treibt die Hinterräder an. Wasserkühler und Kühlergrill befinden sich direkt vor dem Motor, so wie es für Fahrzeuge dieses Herstellers ab 1906 üblich war.
Bezüglich des Motors lag das Modell zwischen dem Type CF mit 100 mm Hub und dem Type CR mit 120 mm Hub. Beide hatten ebenfalls 66 mm Bohrung und waren mit 10 CV eingestuft. Die Fahrzeuge waren 433 cm lang.
Bekannt sind Aufbauten als Doppelphaeton und Phaeton.
Ein Fahrzeug war 2013 auf einer Messe in Reims ausgestellt.